# История на полуостров Морея през Средновековието
„История на полуостров Морея през Средновековието“ (на немски: Geschichte der Halbinsel Morea während des Mittelalters) е историко-етнографско изследване на Якоб Филип Фалмерайер (1790 – 1861) издадено в две части в Щутгарт и Тюбинген, съответно през 1830 и 1836 г.

## Славянската гръцка теория
Първата част на книгата излиза в годината на образуване на Кралство Гърция и предизвиква международен отглас не толкова в самата Гърция, колкото в Европа. Фалмерайер става неимоверно известен за времето си със „славянската си докторска дисертация“ или с „гръцката си теория“. Книгата възбужда духовете в Европа, тъй като изследването представлява критика на водещото разбиране на историците в Бавария и другаде, че гърците произхождат от древните гърци.

## Политико-културен контекст
Книгата излиза в своеобразен политико-културен контекст, когато короната на нововъзстановената гръцка държава е поверена на монарх от Бавария – Отон I.
Четири години преди излизането на първата част, е издадена „История на руската държава“ на Николай Карамзин, която предизвиква „истинска революционна вълна“ в руската историография – в насока към популярния по онова време панславизъм. Това кара немския историограф да „мобилизира“ западното обществено мнение към „борба срещу панславистката експанзия“ според някои изследователи. Постепенно историята на Източния въпрос навлиза в руслото на събитията, предизвикали злополучната за Руската империя Кримска война. Руската външна политика по това време започва да се оттласква от „гръцкия проект“ на Екатерина Велика, заместен от Мегали идеята, подкрепяна от Западна Европа. Всъщност става въпрос за борба за влияние между Изтока и Запада върху „болния човек“ (Османската империя) в т.нар. Голямата игра.
В този смисъл книгата“ е идеологически обременена, но не и лишена от концептуално основание. Основната теза на книгата е, че през Средновековието византийска Гърция е изцяло деелинизирана и пославянчена и че съвременните елини имат във вените си повече славянска, отколкото елинска кръв. В този контекст Гърция е загубила елинизма си, който е много модерен по онова време в Европа, и народът на древна Елада е придобил друг народностен облик. Това се е получило в резултат от „скитската афера“, казано с други думи и алегорично, според Фалмерайер.

## Предистория
Славяно-скитската теза за произхода на гърците има своя предистория. Още през 1814 г. английският полковник, пътешественик и археолог Уилям Лийк (1777 – 1860) излага виждане за частичната славянизация и албанизация на съвременните гърци в своите Researches in Greece. Той е подкрепен от британския политик лорд Абърдийн (1784 – 1860).

## Критика
Теорията от книгата на Фалмерайер има продължение през 20 век, когато в Третия Райх е публикувано изследването на Макс Фасмер за славяните в Гърция.
Този и други факти дават основание на гръцките историци да се отнасят пренебрежително към основната теза в книгата на Фалмерайер. Те я намират за „архаична“ на това основание. По този начин обаче, официалната гръцка историография неглижира етнографските процеси, протекли през средните векове на територията на днешна Гърция.